# Prérévolution française
La prérévolution ou pré-révolution française est une expression historiographique qui désigne les années ou les événements qui précèdent la Révolution française sans pour autant se confondre avec celle de « causes de la Révolution française » ou les « préludes de la Révolution française » puisqu’elle implique un intérêt pour ces années en elles-mêmes[réf. nécessaire].
L’expression semble être due aux travaux de l’historien moderniste Jean Égret et en particulier à son ouvrage La Pré-Révolution française (1787-1788) (Paris, PUF, 1962). Il montre à partir de l'analyse des cahiers de doléances que le débat prérévolutionnaire oppose deux mouvements : les révolutionnaires qui veulent faire table rase et les contre-révolutionnaires libéraux qui veulent restaurer les droits anciens du peuple supprimés par la monarchie absolue, s'inspirant de la Glorieuse Révolution anglaise de 1688[source insuffisante].
La pré-révolution française met en scène la noblesse réfractaire aux tentatives de réformes du gouvernement royal. Lorsque ce dernier convoque l'Assemblée des notables dans le but de créer de nouveaux impôts, les nobles refusent de se soumettre et profitent de cette tribune pour défendre leurs droits ancestraux. Pour ce faire, ils vont en appeler à l'opinion publique, qui va devenir un espace de contestation du pouvoir monarchique. Le pouvoir royal va être forcé de se défendre dans cet espace public, qui va bientôt être envahi par d'autres couches sociales de la population, principalement des membres de la bourgeoisie lettrée. La diffusion d'écrits dissidents, facilitée par une censure inefficace, va encourager une radicalisation du langage politique durant cette période. Finalement, l'échec de l'Assemblée des notables va amener le roi à proclamer la tenue des États généraux.